# Валорія-ла-Буена
Валорія-ла-Буена (ісп. Valoria la Buena) — муніципалітет в Іспанії, у складі автономної спільноти Кастилія-і-Леон, у провінції Вальядолід. Населення — 699 осіб (2010).
Муніципалітет розташований на відстані близько 170 км на північний захід від Мадрида, 23 км на північний схід від Вальядоліда.
На території муніципалітету розташовані такі населені пункти: (дані про населення за 2010 рік)
- Гранха-Муедра: 15 осіб
- Валорія-ла-Буена: 684 особи

## Демографія
Динаміка населення (INE ):

## Галерея зображень

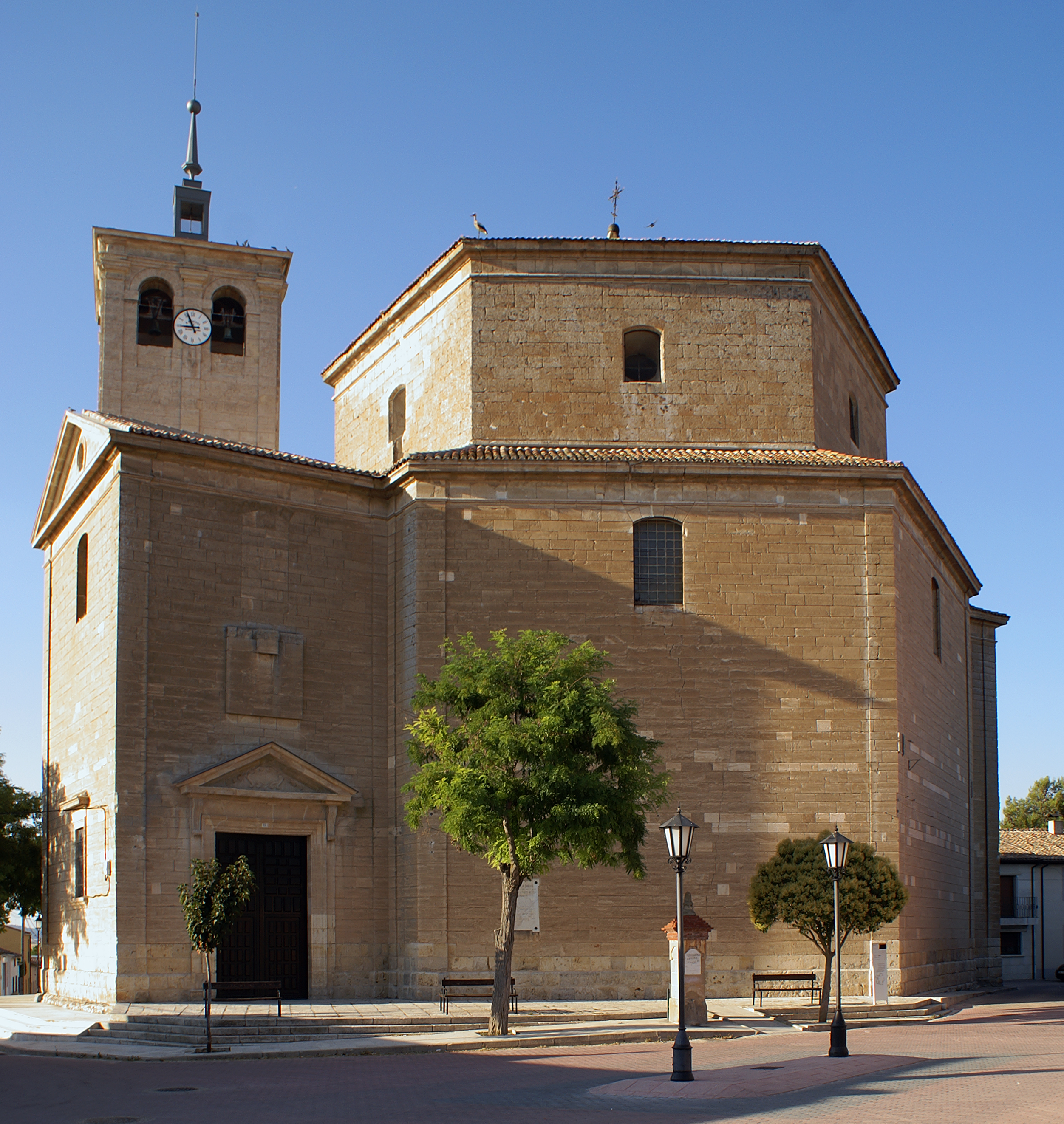
Церква Сан-Педро-Апостол